# Médaille de la bravoure du Los Angeles Police Department
Pour les articles homonymes, voir Médaille de la bravoure.
La médaille de la bravoure du Los Angeles Police Department, en anglais : Los Angeles Police Department Medal of Valor, créée en 1925, est la plus haute distinction décernée par le Los Angeles Police Department (LAPD), aux États-Unis. Il s'agit d'une récompense des policiers de la ville, généralement décernée pour des actes individuels de bravoure ou d'héroïsme extraordinaires, accomplis dans l'exercice de leurs fonctions, avec un risque personnel extrême et mettant leur vie en danger. Attribuée par la Commission du LAPD (en), elle est remise par le chef du LAPD, au nom du département, à l'occasion d'une cérémonie annuelle.

## Source de la traduction
- (en) Cet article est partiellement ou en totalité issu de l’article de Wikipédia en anglais intitulé « Los Angeles Police Medal of Valor » (voir la liste des auteurs).